# 5066 Garradd
5066 Garradd eller 1990 MA är en asteroid i huvudbältet som korsar Mars omloppsbana. Den upptäcktes 22 juni 1990 av den australiensiske astronomen Robert H. McNaught vid Siding Spring-observatoriet. Den är uppkallad efter den australiensiske amatörastronomen Gordon J. Garradd.